# Coccyzus vieilloti
Coccyzus vieilloti е вид птица от семейство Cuculidae.

## Разпространение
Видът е разпространен в Пуерто Рико.